# Steinbach (Main, Würzburg)
Der Steinbach ist ein gut fünf Kilometer langer Bach in Unterfranken, der aus westlicher Richtung kommend von links in den Main mündet.

## Geographie

### Verlauf
Der Steinbach ist ein Gewässer im südwestlichen Maindreieck am Südrand der Marktheidenfelder Platte zum Nachbar-Naturraum Ochsenfurter Gau und Gollachgau und zuletzt auch im Würzburger Talkessel des Mittleren Maintal. Er entsteht südlich von Markt Höchberg auf einer Höhe von 311 m ü. NN am Flurrand zum im Süden anschließenden Büchelberg (341,4 m ü. NN), der im gemeindefreien Guttenberger Wald liegt.
Der Steinbach fließt zunächst, begleitet vom Tannenrainsträßchen, etwa achthundert Meter ostnordostwärts am Forstrand der Gemeindegemarkungsgrenze zum Guttenberger Wald entlang. Sodann wechselt er über nach Würzburg und passiert dort an ihrem Südrand die Lochgrabensiedlung. Weiterhin am Waldrand und nunmehr an der Grenze zwischen Würzburg und dem gemeindefreien Waldgebiet zieht er allmählich immer östlicher am südlichen Siedlungsrand des Würzburger Stadtteils Steinbachtal durchs Hintere Steinbachtal.
Am Südfuß des Hangs Roßberg und südwestlich einer ehemaligen Ziegelei, die der Kongregation der Erlöserschwestern gestiftet wurde, speist ihn auf etwa 225 m ü. NN der aus dem Südsüdwesten kommende Göckersgraben, der fast die Hälfte des gesamten Einzugsgebietes beiträgt. Von dort an bis zur Mündung zieht der Bach zwischen Steinbachtal und dem angrenzenden Würzburger Stadtteil Heidingsfeld am Südufer, an dem auch weiterhin bis an den Maintalrand hin Wald steht.
Der inzwischen schon deutlich eingetiefte Steinbach zwischen dem bewaldeten Nordhang des Unglücksberges (316,9 m ü. NN) rechts und dem mit Häusern bebauten Südhang des Nikolausberges (359,3 m ü. NN) links zieht etwa vierhundert Meter in Richtung Nordosten und nimmt dann von links den Guggelesgraben auf, dessen fast kilometerlanger Taleinschnitt im oberen Abschnitt im Nordnordosten ebenfalls von Wald erfüllt ist. Nach diesem Zufluss wechselt der Steinbach auf Ostlauf und wird kurz danach bei der Lukaskirche von derselben Seite durch einen Flutgraben aus der Annaschlucht gestärkt.
Der Steinbach fließt noch weitere etwa achthundert Meter ostwärts, dreht danach allmählich nach Ostnordosten, tritt in den Würzburger Talkessel ein und unterquert hier die Mergentheimer Straße am Rand der Flussaue. Nach kurzem Lauf über die flache Aue zwischen einer Wiese oberhalb mit einer Reihe von Trinkwasserbrunnen entlang dem Flusslauf und einer Sportanlage unterhalb mündet er schließlich im Stadtteil Steinbachtal und gegenüber dem Stadtbezirk Sanderau am Sebastian-Kneipp-Steg von links in den aus dem Südosten heranfließenden Main.

### Zuflüsse
- Göckersgraben (rechts), 2,7 km und 6,3 km²
- Guggelesgraben (links), 0,9 km und 0,8 km²

## Charakter
Der Steinbach ist ein Gewässer III. Ordnung und fällt nach Regenereignissen schnell trocken.